# Piëch Automotive
Piëch Automotive AG je švýcarská automobilka se sídlem v Curychu zaměřující se na čistě elektrické sportovní vozy založená v roce 2016 Antonem Piëchem, synem průmyslníka Ferdinanda Piëcha a podnikatelem a průmyslovým designérem Rea Stark Rajcic. Svůj první vůz automobilka plánuje představit na ženevském autosalonu 2019. Bude se jednat o dvoudveřové sportovní kupé Piëch Mark Zero. To by mělo dle měřícího cyklu WLTP být schopno na jedno nabití ujet až 500 km. Po uvedení kupé do výroby chce automobilka vyrábět též čtyřdveřový sedan a sportovní SUV.